# Macizo de Jibiny
El macizo de Jibiny (del ruso: Хиби́ны) [xʲiˈbʲinɨ] es junto al macizo de Lovozero la principal área montañosa de la península de Kola y el óblast de Múrmansk en Rusia. El macizo está situado en el centro de la península de Kola y delimita al oeste con el lago Imandra y el este con el lago Umbozero el cual lo separa del macizo de Lovozero. 
Las montañas más altas de macizo son Yudychvumchorr (Юдычвумчорр) de 1201 m s. n. m. y Chasnachorr (Часначорр) de 1191 m. La altitud promedio es de 1116 m. Al pie del macizo se encuentran las ciudades de Apatity y Kirovsk.